# Saint-Gilles-du-Mené
Saint-Gilles-du-Mené [sɛ̃ʒildyməne] est une ancienne commune française située dans le département des Côtes-d'Armor en région Bretagne, devenue, le 1er janvier 2016, une commune déléguée de la commune nouvelle du Mené.

## Géographie
Petit village des Côtes-d'Armor dans la région de Bretagne, Saint-Gilles-du-Mené (Sant-Jili-ar-Menez) fait partie du canton de Collinée. Saint-Gilles-du-Mené dépend de l'arrondissement de Dinan.
Située à 231 mètres d'altitude et voisine des communes de Saint-Gouéno et de Laurenan, 498 habitants (appelés les Saint-Gillois) résident sur la commune de Saint-Gilles-du-Mené sur une superficie de 12,9 km2 (soit 38,5 hab/km2).
La plus grande ville à proximité de Saint-Gilles-du-Mené est la ville de Loudéac située au Sud-Ouest de la commune à 17 km.

## Toponymie
Le nom de la localité est attesté sous la forme Ecclesia Sancti Egidii de Tremeldero vers 1163.
Son nom vient de Saint-Gilles et du breton menez qui désigne la montagne.
Sant-Jili-ar-Menez en breton.

## Histoire

### LeXXesiècle

#### Les guerres duXXesiècle
Le monument aux morts porte les noms des 53 soldats morts pour la patrie :
- 46 sont morts durant la Première Guerre mondiale ;
- six sont morts durant la Seconde Guerre mondiale ;
- un est mort durant la guerre d'Indochine.

##### Les maquis de Seilla et de la Douve
Pendant la Seconde Guerre mondiale, deux maquis existèrent : les maquis de Seilla et de la Douve. Le premier fut attaqué par les Allemands le 28 juillet 1944, sept personnes dont une femme périrent sur place, certains étaient résistants, d'autres parachutistes des Forces françaises libres. Un monument commémoratif, décoré d'une croix de Lorraine, fut érigé près du village du Seilla, non loin du circuit de randonnée.
Le second maquis, celui de la Douve, était composé de membres du groupe de résistants Bleimor ou Bleiz-Mor, un groupe formé à l'origine par huit jeunes membres du parti communiste (FTP) ou sympathisants originaires de Paimpol, Plouha, Saint-Quay-Portrieux, Rostrenen et Lorient et dirigé par Andrieux et Eugène Le Rhun. À la fin de la guerre, il s'élargira jusqu'à 80 membres issus du centre-Bretagne et du Mené. Ils s'illustrèrent notamment à Saint-Lubin en Plémet contre un bataillon de 250 parachutistes allemands, dont ils obtinrent la reddition sans combats, et dans la libération de Merdrignac où les combats firent huit tués parmi les FFI, dont Jean-Pierre Genevisse et Albert Le Guen ainsi que six victimes civiles).
Gertrude Baumgarten, une Alsacienne était employée comme bonne chez Christian Le Mintier de la Motte Basse, au château de la Motte-Basse au Gouray, lequel, anglophobe et ayant obtenu sa mise à la retraite de la Marine nationale en mars 1944 par le régime de Vichy, enlevé également le 11 juillet 1944, fut jugé de suite par un tribunal de la Résistance (en présence de membres des Forces françaises libres) étant soupçonné d'avoir donné des informations sur la Résistance locale aux Allemands, en même temps que sa femme, sa sœur et leur amie Jeanne Chassin du Guerny sympathisante du Parti national breton (PNB), qui aurait accueilli des membres du Bezen Perrot, et aurait accompagné Madame Le Mintier à la Kommandantur de Lamballe pour avoir un laisser passer, et ces quatre personnes seront exécutées immédiatement après le jugement, tandis que Gertrude Baumgarten est elle emmenée directement au maquis de Seilla à Saint-Gilles-du-Mené. Elle sera exécutée sans jugement le 24 juillet 1944 dans le bois de Bosseny à Saint-Gilles-du-Mené d'une balle de pistolet dans la tête. Enroulé dans un drap, son corps est retrouvé dans le bois le 7 août 1944 enterré dans une fosse sous un taillis. Le corps est ensuite inhumé dans l'ancien cimetière de la commune situé au tour de l'église. Le cimetière est transféré à son emplacement actuel dans les années 1970 et la tombe de Gertrude Baumgarten est supprimée. L'acte de décès est dressé le 13 janvier 1945 à Saint-Gilles-du-Mené.
Le 4 août 1944, deux résistants FFI de Saint-Gilles-du-Mené, Paul Tertre et Pierre Guillard (mort le lendemain des suites de ses blessures) sont tués lors d'un combat contre les Allemands sur la route de Plémet, à la sortie du bourg.

### Administration municipale
Le 23 mars 2015, le projet de création d'une commune nouvelle en remplacement de la Communauté de communes du Mené est approuvé par les conseils municipaux des sept communes concernées. La nouvelle entité baptisée Le Mené doit voir le jour le 1er janvier 2016. L'arrêté préfectoral du 5 octobre 2015 a officiellement créé la nouvelle commune.

## Politique et administration

### Liste des maires

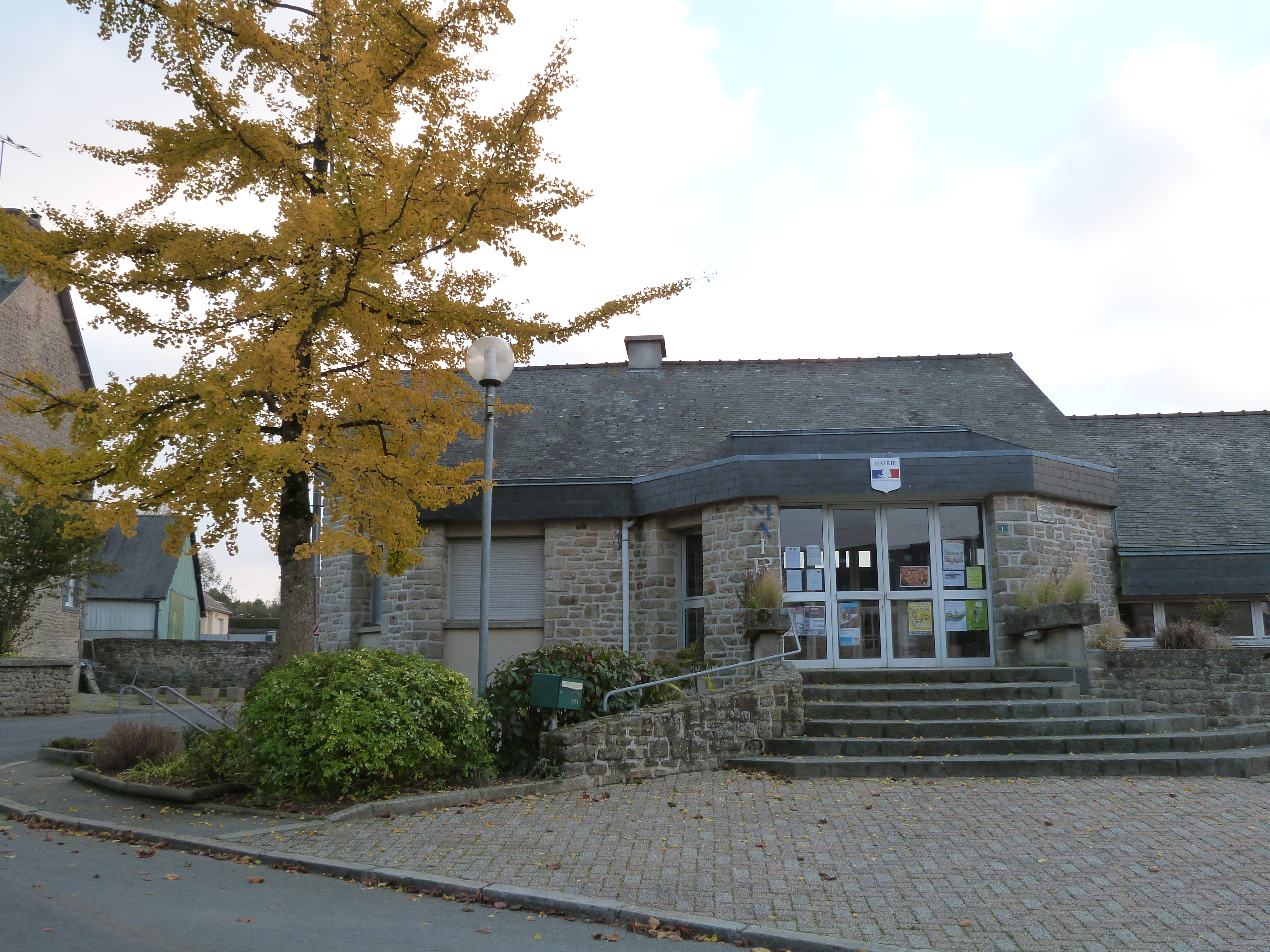
La mairie.

| Période      | Période                  | Identité          | Étiquette | Qualité                                                           |
| ------------ | ------------------------ | ----------------- | --------- | ----------------------------------------------------------------- |
|              | mars 1959                | Ange Presse       |           | réélu en 1953                                                     |
| mars 1959    | mars 1977                | Jean Lucas        |           |                                                                   |
| mars 1977    | octobre 1990 (démission) | Paul Houée        | PS        | Sociologue au CNRS puis à l'INRA                                  |
| octobre 1990 | mars 2001                | Marie-Ange Presse | DVG       | Retraité de l'agriculture, maire honoraire Ancien premier adjoint |
| mars 2001    | décembre 2015            | Martine Pelan     | DVG       | Comptable                                                         |

### Liste des maires délégués
| Période      | Période  | Identité      | Étiquette | Qualité                              |
| ------------ | -------- | ------------- | --------- | ------------------------------------ |
| janvier 2016 | mai 2020 | Martine Pelan | DVG       | Comptable                            |
| mai 2020     | En cours | Éric Jaffrot  |           | Directeur de Maison familiale rurale |

## Démographie
L'évolution du nombre d'habitants est connue à travers les recensements de la population effectués dans la commune depuis 1793. À partir du 1er janvier 2009, les populations légales des communes sont publiées annuellement dans le cadre d'un recensement qui repose désormais sur une collecte d'information annuelle, concernant successivement tous les territoires communaux au cours d'une période de cinq ans. 
Pour les communes de moins de 10 000 habitants, une enquête de recensement portant sur toute la population est réalisée tous les cinq ans, les populations légales des années intermédiaires étant quant à elles estimées par interpolation ou extrapolation. Pour la commune, le premier recensement exhaustif entrant dans le cadre du nouveau dispositif a été réalisé en 2005,.
En 2013, la commune comptait 468 habitants, en évolution de −2,09 % par rapport à 2008 (Côtes-d'Armor : +1,68 %, France hors Mayotte : +2,49 %).
| 1793 | 1800 | 1806 | 1821 | 1831 | 1836 | 1841 | 1846 | 1851 |
| ---- | ---- | ---- | ---- | ---- | ---- | ---- | ---- | ---- |
| 376  | 306  | 310  | 407  | 666  | 661  | 660  | 677  | 679  |

| 1856 | 1861 | 1866 | 1872 | 1876 | 1881 | 1886 | 1891 | 1896 |
| ---- | ---- | ---- | ---- | ---- | ---- | ---- | ---- | ---- |
| 618  | 618  | 671  | 671  | 708  | 706  | 717  | 731  | 753  |

| 1901 | 1906 | 1911 | 1921 | 1926 | 1931 | 1936 | 1946 | 1954 |
| ---- | ---- | ---- | ---- | ---- | ---- | ---- | ---- | ---- |
| 794  | 808  | 813  | 767  | 770  | 781  | 789  | 702  | 627  |

| 1962 | 1968 | 1975 | 1982 | 1990 | 1999 | 2005 | 2010 | 2013 |
| ---- | ---- | ---- | ---- | ---- | ---- | ---- | ---- | ---- |
| 584  | 561  | 531  | 519  | 503  | 473  | 470  | 481  | 468  |

## Lieux et monuments

### Patrimoine religieux
- Église Saint-Gilles-du-Mené : XIXe siècle, la première pierre fut posée le 2 juin 1862. De forme de croix latine, son architecte est Maignan. Elle abrite une statue en bois représentant saint Gilles datant du XVIIe siècle et une autre de saint Pierre. Son clocher occupe la largeur de l'édifice en avant de la nef.
- Chapelle Saint-Louis : édifiée en 1894 par la famille Lanascol, c'est un édifice situé à la Hutte-à-l'Anguille de plan rectangulaire, mentionnée comme désaffectée, elle est vandalisée en 1937.
- Chapelle de Bocenit (ou Bosny, Bosseny, Boscénit) : datée du XVe siècle, elle fut détruite à une date inconnue.
- Croix de Kerfiac : XVIIe siècle.

### Patrimoine civil
- Fontaine Saint-Gilles.
- Manoir de Bosny (ou Bosseny, Boscenit) : bâtisse de 1717 ayant appartenu au chef Chouan Legris du Val (1767-1803), époux de Louise Le Texier de Bocenit.
- Château de Bosny (ou Boscenit) : Alain de Bocenic fut en 1480 le propriétaire, il est situé près du manoir éponyme, mais il est aujourd'hui entièrement disparu. En 1882, il était la propriété de de l'abbé Le Coniac de La Pommerais, cousin-germain de Pierre-Marie Garnier de Kerigant, et était encore en grande partie existant[21].
- Ferme du Perray.
- Maison de la Touche : XVIIe – XVIIIe siècle.
- Moulin à eau : des Coulées, des Loges, de la Villain, de Bosseny, de la Ville-Hermel.

## Personnalités liées à la commune
- Guillaume Le Gris-Duval (1767-1803), chef Chouan, mort à son château de Boscenit (Bosny) qui lui venait de sa femme la fille aînée : Louise Marie-Anne Le Texier de Boscenit.
- François Marie Garnier de Kérigant (né en 1762), chef Chouan,  époux d'Élisabeth-Olive Le Texier de Boscenit, sœur cadette de la précédente.